# Philaethria
A Philaethria a rovarok (Insecta) osztályának lepkék (Lepidoptera) rendjébe, ezen belül a tarkalepkefélék (Nymphalidae) családjába és a helikonlepkék (Heliconiinae) alcsaládjába tartozó nem.

## Előfordulásuk
Eme lepkenem fajai az amerikai szuperkontinensen fordulnak elő; északon Texastól, délre egészen Brazília déli részéig. A lepkebemutatók gyakori szereplői.

## Rendszerezés
A nembe az alábbi 7 faj tartozik:
- Philaethria andrei Brevignon, 2002 - Francia Guyana, Macouria
- Philaethria constantinoi Salazar, 1991 - Nyugat-Kolumbia, Chocó megye
- Philaethria diatonica (Fruhstorfer, 1912) - Közép-Amerika és Mexikó
- Philaethria dido (Linnaeus, 1763) – a nemében a legelterjedtebb faj és típusfaj. A legészakibb területei Mexikóban és Texasban vannak,[2] míg elterjedésének déli határát az Amazonas-medence képezi[3]
- Philaethria ostara (Röber, 1906) - Nyugat-Kolumbia, Cauca megye
- Philaethria pygmalion (Fruhstorfer, 1912) - Brazília, Pará állam
- Philaethria wernickei (Röber, 1906) - Brazília, Santa Catarina és Rio Grande do Sul nevű államai

## Képek

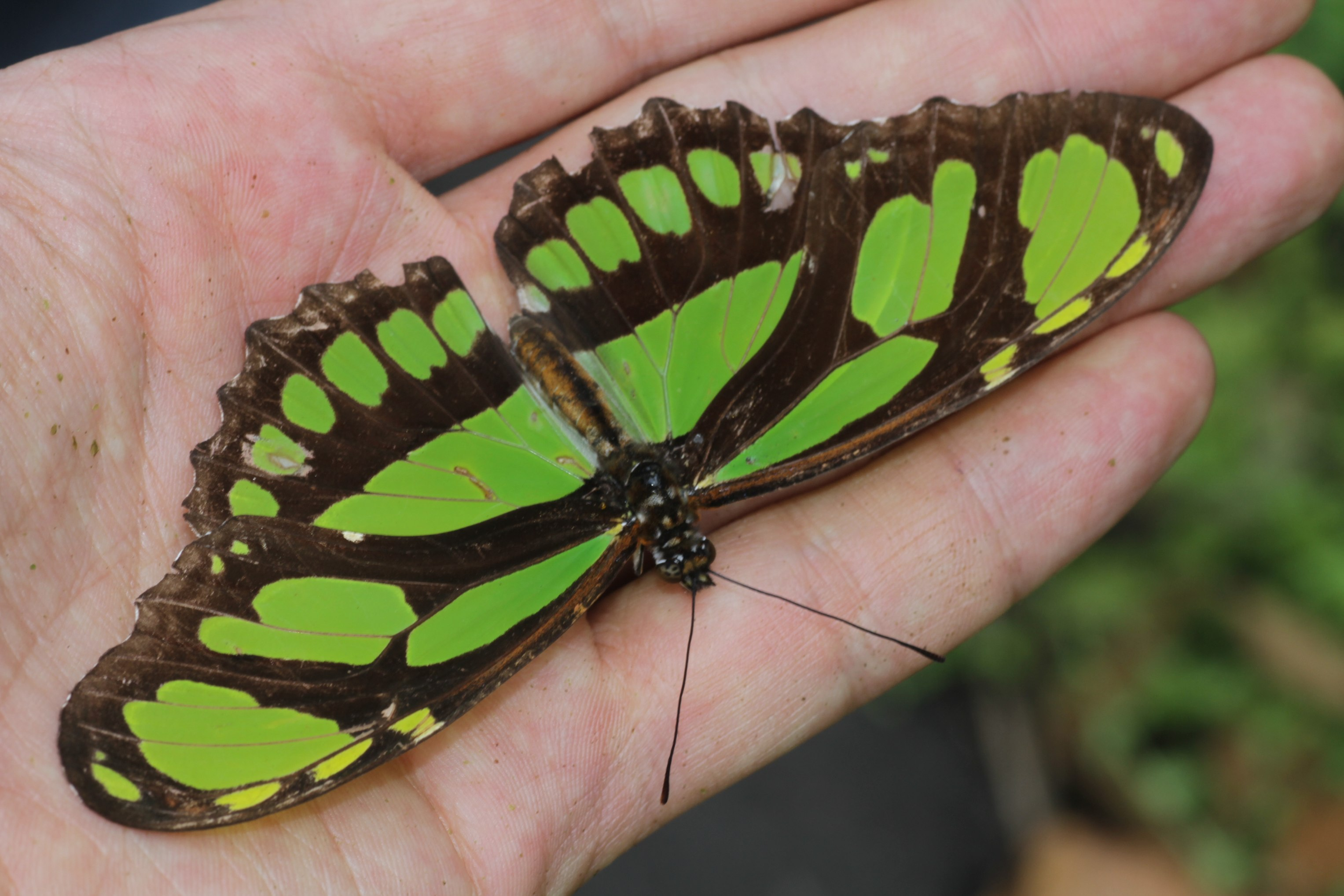
Philaethria diatonica
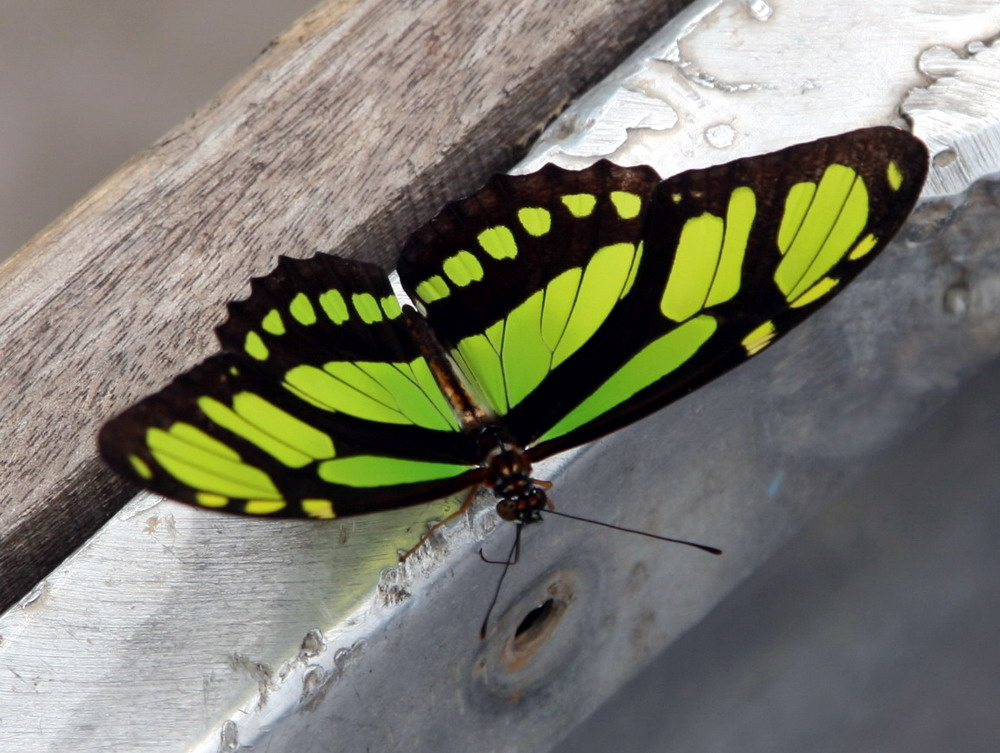
Philaethria dido
Philaethria pygmalion

### Fordítás
- Ez a szócikk részben vagy egészben  a   Philaethria című angol Wikipédia-szócikk ezen változatának fordításán alapul.  Az eredeti cikk szerkesztőit annak laptörténete sorolja fel. Ez a jelzés csupán a megfogalmazás eredetét és a szerzői jogokat jelzi, nem szolgál a cikkben szereplő információk forrásmegjelöléseként.